# Zubovac
Zubovac (cyr. Зубовац) – wieś w Serbii, w okręgu rasińskim, w mieście Kruševac. W 2011 roku liczyła 163 mieszkańców.